# Soba (państwo)
Soba, też Bet Rechob, asyryjskie Subutu – w 1 połowie I tys. p.n.e. aramejskie królestwo leżące w Syropalestynie pomiędzy królestwem Hamat a królestwem Damaszku; lokalizowane zazwyczaj w dolinie Bekaa, pomiędzy górami Liban i Antyliban.

## Dzieje
Zdaniem Edwarda Lipińskiego królestwo to powstało na początku X w. p.n.e., po osiedleniu się w dolinie Bekaa aramejskiego plemienia przybyłego tu pod wodzą Rechoba, założyciela dynastii rządzącej później tym królestwem. To zdaniem Lipińskiego wyjaśniałoby, czemu w źródłach pisanych królestwo to występuje pod dwoma nazwami: Soba i Bet Rechob. Nie jest jednak wykluczone, że pierwotnie obie te nazwy odnosić się mogły do dwóch odrębnych aramejskich państewek, które dopiero z czasem połączyły się w jedno. w połowie IX w. p.n.e. Soba stała się najprawdopodobniej wasalem sąsiedniego królestwa Hamat, by później, w VIII w. p.n.e., stać się jego częścią.
Głównym miastem królestwa było eponimiczne miasto Soba o nieustalonym jak dotychczas położeniu. Miasto to, zwane w źródłach asyryjskich Subutu (Ṣubutu), znalazło się pod kontrolą asyryjską najprawdopodobniej za rządów Tiglat-Pilesera III (744-727 p.n.e.), po podboju przez niego w 732 r. p.n.e. królestw Hamat i Damaszku. Jeszcze przed końcem VIII w. p.n.e. Subutu włączone zostało do imperium asyryjskiego stając się stolicą asyryjskiej prowincji noszącej tę samą nazwę. Miasto i prowincja wzmiankowane są już w listach i tekstach administracyjnych z czasów panowania Sargona II (722-705 p.n.e.). Dzięki nim znamy na przykład nazwy kilku miast znajdujących się w prowincji Subutu, takich jak Labau (Labwa), Sazana czy Huzaza. Mannu-ki-Adad, gubernator Subutu, wzmiankowany jest w asyryjskiej kronice eponimów jako urzędnik limmu w 683 r. p.n.e.

## Biblia
W starotestamentowej tradycji królestwo Soba było jednym z głównych wrogów wczesnego królestwa Izraela. W czasach panowania izraelskiego króla Saula było ono jednym z wrogów Izraela z którymi Saul walczył i których zwyciężył (1 Sam 14,47). Z królestwem Soba walczył również Dawid, następca Saula. Za jego rządów tron Soby zajmował Hadadezer, syn Rechoba, który uczynił ze swego królestwa potężne państwo anektując tereny we wschodniej Syrii. W trakcie bitwy pomiędzy wojskami Dawida i Hadadezera stoczonej w pobliżu Eufratu zwycięstwo odnieść miał ten pierwszy, biorąc do niewoli 1700 jeźdźców i 20000 piechurów z armii Hadadezera. Następnie armia Dawida splądrowała królestwa podległe i sprzymierzone z Hadadezerem, sprowadzając wiele z nich do roli trybutariuszy (2 Sam 8,3-12). Po tej klęsce Soba przestała być liczącą się siłą polityczną i wojskową w regionie. O wszystkich tych wydarzeniach brak jest wzmianek w źródłach pozabiblijnych.